# Annamaria Nistri
Annamaria Nistri (* 16. September 1960 in Florenz) ist eine italienische Herpetologin. 

## Leben
1985 wurde Nistri zum Doktor in den Biowissenschaften promoviert. 1990 wurde sie Kuratorin am zoologischen Museum La Specola in Florenz. Bis 2007 war sie in der ornithologischen Abteilung tätig und seitdem ist sie Kuratorin an der herpetologischen Sammlung. 
Nistris Forschung konzentriert sich überwiegend auf die italienische und afrikanische Herpetofauna, insbesondere auf die Schlangen, Molche und Salamander. In Zusammenarbeit mit ihrem Kollegen Benedetto Lanza (1924–2016) beschrieb sie die Schlangenarten Aprosdoketophis andreonei und Eryx borrii. Ebenfalls mit Lanza und Stefano Vanni verfasste sie 1992 das Kapitel über die Molche und Salamander im Werk Encyclopedia of Reptiles and Amphibians (deutsch:  Enzyklopädie der Tierwelt: Reptilien und Amphibien, 1999) von Harold G. Cogger und Richard G. Zweifel. Im Jahr 2005 veröffentlichte sie in Zusammenarbeit mit Stefano Vanni und Elisabetta Fancelli das Buch Biodiversità in provincia di Prato. Vol. 1: Anfibi e rettili, im Jahr 2006 in Zusammenarbeit mit Stefano Vanni die Museumspublikaton Atlante degli Anfibi e dei Rettili della Toscana und im Jahr 2007 in Zusammenarbeit mit Benedetto Lanza und Stefano Vanni das Werk Iconografia degli anfibi d’Italia. Ferner ist sie Autorin von zahlreichen wissenschaftlichen und populärwissenschaftlichen Publikationen und sie ist in verschiedene Forschungsprojekte involviert, die von öffentlichen Einrichtungen in der Toskana sowie von der Europäischen Union finanziert werden.